# Shūkan Shōnen Sunday
Shūkan Shōnen Sunday (週刊少年サンデー Shūkan Shōnen Sandē?) es una revista semanal de manga shōnen, publicada por Shōgakukan desde el 17 de marzo de 1959. Aunque su nombre Sunday quiere decir domingo, sale a la venta todos los miércoles.

## Historia
La Shōnen Sunday 17 de marzo de 1959, el mismo día que saldría su rival Shōnen Magazine. La edición debutante presentó en la portada a Shigeo Nagashima, el jugador estrella de los Yomiuri Giants, y un artículo de felicitación por Isoko Hatano, un notable psicólogo de niños.
Prescindiendo de su nombre, la Shōnen Sunday es publicada inicialmente los martes, pero paso a darse los miércoles de cada semana desde 2011. El Sunday en su nombre fue idea de su primer editor, Kiichi Toyoda, que quería que el título evocara la idea de una semana relajante.
El distintivo dedo índice de Shōnen Sunday que aparece en la esquina inferior izquierda de cada página apareció sutilmente por primera vez en el artículo del 4 de abril de 1969. Esta característica discreta, que siempre está presente aunque es pasada por alto fácilmente, hace referencia como elemento de la trama de 20th Century Boys. La mascota más notable de Sunday es un pez con casco, que apareció en 1980.
Antes de 1990 al 2000, Shōnen Sunday no había corrido más de 40 volúmenes, pero esto empezó a cambiar con series como Detective Conan, MAJOR, InuYasha, y Karakuri Circus, que mantenían un alto nivel de popularidad. Otro cambio que se ha encontrado con sentimiento contradictorios es la cancelación temprana de series de mangakas no veteranos, lo que ha llevado a artistas nuevos, como Kōji Kumeta, a irse a otras revistas.
Un raro evento se celebró con la Shōnen Magazine debido a que sus fechas de fundación son las mismas, publicándose una edición especial combinada el 19 de marzo del 2008. Además, otros eventos conmemorativos, mercancía, y crossover de mangas, fueron previstos para el año siguiente como parte de las celebraciones.
Al día de hoy se han publicado en Shūkan Shōnen Sunday cuatro de las series más famosas de Rumiko Takahashi, Urusei Yatsura, Ranma ½, InuYasha y Kyōkai no Rinne, además de su trabajo más reciente, MAO.

## Mangas en emisión
| Título                                                                                    | Autor(es)                    | Primera publicación |
| ----------------------------------------------------------------------------------------- | ---------------------------- | ------------------- |
| Ad Astra per Aspera (アド アストラ ペル アスペラ?)                                        | Kenjiro Hata                 | septiembre 2015     |
| Aozakura: Bouei Daigakukou Monogatari (あおざくら 防衛大学校物語?)                        | Hikaru Nikaidou              | abril de 2016       |
| Be Blues! - Ao ni Nare (BE BLUES!〜青になれ〜?)                                           | Motoyuki Tanaka              | enero de 2011       |
| Daiku no Hatou (第九の波濤?)                                                              | Michiteru Kusaba             | abril de 2017       |
| Detective Conan (名探偵コナン?)                                                           | Gosho Aoyama                 | enero de 1994       |
| Golden Spiral (GOLDEN SPIRAL?)                                                            | Tsubasa Fukuchi              | abril 2022          |
| Hajime RomCom Ogabebe (はじめラブコメ オガベベ?)                                          | Okiraku Boy                  | agosto de 2021      |
| Kakeautsukihi (かけあうつきひ?)                                                           | Sei Fukui                    | mayo de 2021        |
| Kimi wa 008 (君は008?)                                                                    | Syun Matsuena                | febrero 2018        |
| Komi-san wa, Komyushō desu. (古見さんは、コミュ症です。?)                                 | Tomohito Oda                 | mayo de 2016        |
| Kono Manga no Heroine wa Morisaki Amane desu. (このマンガのヒロインは守崎あまねです。?)   | Nekoguchi                    | abril 2022          |
| Last Karte: Hōjūi Gakusha Tōma Kenshō no Kioku (ラストカルテ―法獣医学者 当麻健匠の記憶―?) | Wakabi Asayama               | enero 2022          |
| Magic Kaito (まじっく快斗?)                                                               | Gosho Aoyama                 | junio de 1987       |
| Maiko-san chi no Makanai-san (舞妓さんちのまかないさん?)                                  | Aiko Koyama                  | diciembre de 2016   |
| Major 2nd (メジャーセカンド?)                                                             | Takuya Mitsuda               | marzo de 2015       |
| MAO (マオ?)                                                                               | Rumiko Takahashi             | mayo de 2019        |
| Maōjō de Oyasumi (魔王城でおやすみ?)                                                      | Kagiji Kumanomata            | mayo de 2016        |
| Mikadono-san Shimai wa Angai Choroi (帝乃三姉妹は案外、チョロい。?)                       | Aya Hirakawa                 | diciembre 2021      |
| Red Blue (レッドブルー?)                                                                  | Atsushi Namikiri             | enero 2022          |
| RomCom Quest (ラブコメクエスト?)                                                          | mmk                          | mayo 2022           |
| Ryū to Ichigo (龍と苺?)                                                                   | Mitsuharu Yanamoto           | mayo 2020           |
| Shibuya Near Family (シブヤニアファミリー?)                                               | Kōji Kumeta                  | octubre 2021        |
| Shiroyama to Mita-san (白山と三田さん?)                                                   | Yuuhei Kusakabe              | diciembre 2021      |
| Sōkyū no Ariadne (蒼穹のアリアドネ?)                                                      | Norihiro Yagi                | diciembre de 2017   |
| Sōsō no Frieren (葬送のフリーレン?)                                                       | Kanehito Yamada, Tsukasa Abe | abril de 2020       |
| Tokachi Hitoribocchi Nouen (十勝ひとりぼっち農園?)                                        | Yuuji Yokoyama               | noviembre de 2017   |
| Tonikaku Kawaii (トニカクカワイイ?)                                                       | Kenjiro Hata                 | febrero de 2018     |
| Typhoon Relief (タイフウリリーフ?)                                                        | Mogi Yomogi                  | enero 2022          |
| Volley Volley (ボレーボレー?)                                                             | Kawabatao                    | abril 2022          |

## Mangas Destacados

### 1950
- Astroboy (1952 - 1968, Osamu Tezuka)

### 1960
- Osomatsu-san (1962-1969, Fujio Akatsuka)
- Submarine 707 (1963-1965, Satoru Osawa)
- Obake no Q-Taro (1964-1966, Fujiko Fujio)
- KAMUI (1964-1971, Sanpei Shirato)
- Super Jetter (1965-1966, Fumio Hisamatsu)
- The Amazing 3 (1965-1966, Osamu Tezuka)
- Perman (1967-1968, Fujiko Fujio)
- Sabu to Ichi Torimono Hikae (1966-1972, Shōtarō Ishinomori)
- Dororo (1967-1968, Osamu Tezuka)
- Tensai Bakabon (1969-1970, Fujio Akatsuka)
- Doraemon (1969-1996, Fujiko F. Fujio)

### 1970
- Dame Oyaji (1970-1982, Mitsutoshi Furuya)
- Aula a la Deriva (1972-1974, Kazuo Umezu)
- Getter Robot (1974-1976, Gō Nagai & Ken Ishikawa)
- Oira Sukeban (1974-1976, Gō Nagai)
- Makoto-chan (1976-1981, Kazuo Umezu)
- Ganbere Genki (1976-1981, Yuu Koyama)
- Urusei Yatsura (1978-1987, Rumiko Takahashi)
- Cyborg 009 (1979-1981, Shōtarō Ishinomori)
- Dash Kappei (1979-1982, Noboru Rokuda)

### 1980
- Dokkiri Doctor (1981-1982, Fujihiko Hosono)
- Musashi no Ken (1981-1985, Motoka Murakami)
- Touch (1981-1986, Mitsuru Adachi)
- Futari Daka (1981-1985, Kaoru Shintani
- Gu-Gu Ganmo (1982-1985, Fujihiko Hosono)
- Honō no Tenkōsei (1983-1985, Kazuhiko Shimamoto)
- To-y (1985-1987, Atsushi Kamijo)
- B.B. (1985-1991, Osamu Ishiwata)
- Kyūkyoku Chōjin R (1985-1987, Masami Yuki)
- Rough (1987-1989, Mitsuru Adachi)
- Mermaid Saga (1987-1994, Rumiko Takahashi)
- Magic Kaito (1987-Actualidad, Gōshō Aoyama)
- Ranma ½ (1987-1996, Rumiko Takahashi)
- Mobile Police Patlabor (1988-1994, Masami Yuki)
- Yaiba (1988-1993, Gōshō Aoyama)

### 1990
- Ushio to Tora (1990-1996, Kazuhiro Fujita)
- Kyō Kara Ore Wa!! (1990-1997, Hiroyuki Nishimori)
- Ghost Sweeper Mikami: Gokuraku Daisakusen!! (1991-1999, Takashi Shiina)
- H2 (1992-1999, Mitsuru Adachi)
- Detective Conan (1994-Actualidad, Gōshō Aoyama)
- Ganba! Fly High (1994-2000, Hiroyuki Kikuta & Shinji Morisue)
- MAJOR (1994-2010, Takuya Mitsuda)
- Rekka no Honō (1995-2002, Nobuyuki Anzai)
- Megumi no Daigo (1995-1999, Masahito Soda)
- InuYasha (1996-2008, Rumiko Takahashi)
- Karakuri Circus (1996-2006, Kazuhiro Fujita)
- Tenshi na Konamaiki (1999-2003, Hiroyuki Nishimori)

### 2000
- Konjiki No Gash Bell!! (2001-2008, Makoto Raiku)

Kenichi 2002-2014
- Ueki no Hōsoku (2001-2004, Tsubasa Fukuchi)
- Yakitate!! Japan (2002-2007, Takashi Hashiguchi)
- Midori no Hibi (2002-2004, Kazurou Inoue)
- MÄR (2003-2006, Nobuyuki Anzai)
- Kekkaishi (2003-2011, Yellow Tanabe)
- Hayate no Gotoku! (2004-2017, Kenjiro Hata)
- Zettai Karen Children (2005-2021, Takashi Shiina)
- Arata Kangatari (2008-Actualidad, Yū Watase)
- Kyōkai no Rinne (2009-2017, Rumiko Takahashi)
- Magi (2009-2017, Shinobu Ohtaka)

### 2010
- Joujuu Senjin!! Mushibugyo (2011-2017, Hiroyoshi Fukuda)
- Be Blues! - Ao ni Nare (2011-Actualidad, Motoyuki Tanaka)
- Silver Spoon (2011-2019, Hiromu Arakawa)
- Ultimate Otaku Teacher (2011-2017, Takeshi Azuma)
- Ane Log: Moyako Nee-san no Tomaranai Monologue (2012-2016, Kenji Taguchi)
- Keijo!!!!!!!! (2013-2017, Daichi Sorayomi)
- Dagashi Kashi (2014-2018, Kotoyama)
- Major 2nd (2015-Actualidad, Takuya Mitsuda)
- Alice in Borderland (2015-2016, Haro Aso)
- Ad Astra per Aspera (2015-Actualidad, Kenjiro Hata)
- Maōjō de Oyasumi (2016-Actualidad, Kagiji Kumanomata)
- Komi-san wa, Komyushō desu. (2016-Actualidad, Tomohito Oda)
- Tonikaku Kawaii (2018-Actualidad, Kenjiro Hata)
- MAO (2019-Actualidad, Rumiko Takahashi)
- Yofukashi no Uta (2019-2024, Kotoyama)

### 2020
- Sōsō no Frieren (2020-Actualidad, Kanehito Yamada & Tsukasa Abe)

## Redactores jefe
- Toyoda Kame-shi (1959-1960)[3]
- Yoshio Kinoshita (1960-1963)
- 堧水macho Onomichi (1963-1965)
- Konishi Yunosuke (1965-1967)
- Takayanagi Yoshiya (1967-1969)
- Kinoshita Gayu (1969-1970)
- Shizuo Watanabe (1970-1972)
- Keizo Inoue (1972-1977)
- Tanaka Kazuki (1977-1984)
- Inomata Koichiro (1984-1987)
- Kumagai GenNori (1987-1991)
- Takashi Hirayama (1991-1994)
- Kumagai GenNori (1994-1996)
- Toyohiko Okuyama (1996-2000)
- Tsuzuki Shinichiro (2000-2002)
- Shinichi Mikami (2002-2004)
- Masato Hayashi (2005-2009)
- Masaki Nawata (2009-2012)
- Tori-koHiroshi (2012-2015)
- Takenori Ichihara (2015-2021)[4]
- Kazunori Ooshima (2021-presente)

## Recepción
El año los primeros años de la década del 2000 significó como uno de los años con uno de los momentos de mayor de ventas, con 2.02 millones ejemplares. En 2002 a 1.53 millones de ejemplares, 2003 fueron 1.31 millones, 2004 con 1.16 millones, 2005 con hasta 1.06 millón, y 2006 con 1.010.000 de ejemplares en ventas.
A partir de 2007 empezaría un disminución drástica en la venta de ejemplares con 940.000, 2008 con 873.438, 2009 con 773.062, 2010 con 678.917, 2011 con 583750, 2013 con 532.667, y finalmente 2014 con 461.250 de ejemplares.

## Versiones internacionales
- Elex Medios Komputindo publicó una versión indonesia de la Weekly Shōnen Sunday titulado Shōnen Star. Estuvo desde 2005 hasta 2013.
- Viz Media comenzó una Shonen Sunday impronta de títulos en América del Norte; empezando por Rumiko Takahashi, Kyōkai no Rinne, que fue lanzado el 20 de octubre de 2009.